# 세이부 철도 5000계 전동차

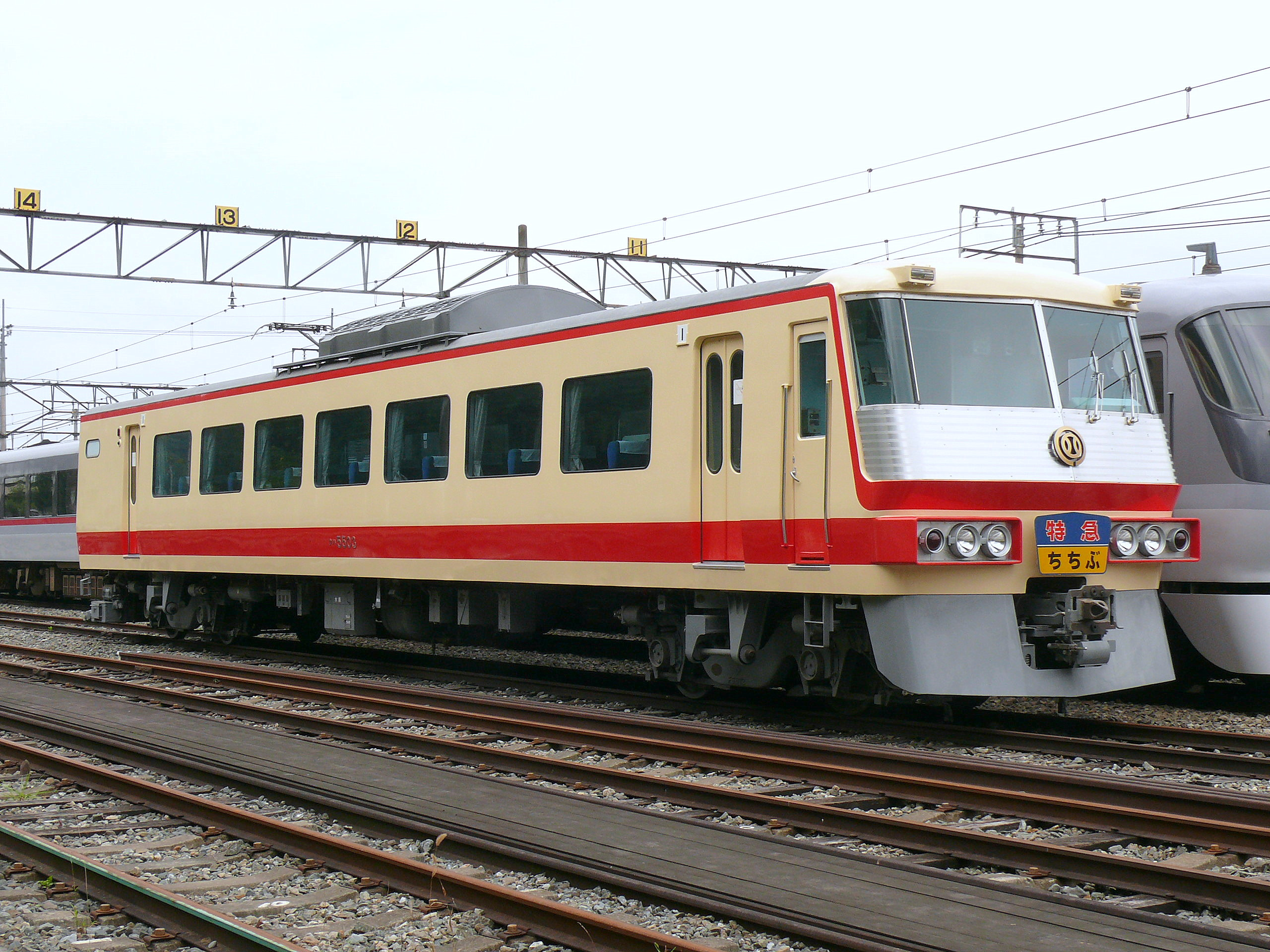
요코제 차량기지에 보존되어 있는 5000계 전동차(쿠하5503)

세이부 철도 5000계 전동차(일본어: 西武5000系電車)는 1969년에 세이부 지치부 선의 개통에 맞추어서 운행을 시작한 전동차이다.  세이부 철도 최초의 특급형 동차이며, 28000 kcal/h의 집중식 냉방 장치를 처음으로 장착한 열차이기도 하다. “레드 애로”(일본어: レッドアロー 렛도아로[*])'라는 별칭이 있다.
퇴역 후에는 일부가 도야마 지방 철도에 매각되어 도야마 지방 철도 16010계 전동차(富山地方鉄道16010形電車)로 개조되어 운행 중이기도 하다.

## 연혁
1969년 10월에 세이부 지치부 선의 개통 때 특급 지치부 호로서 투입이 되었다.  처음에는 히타치 제작소에서 차량이 제조가 되었기 때문에 세이부 철도 창립이후 최초의 외부 발주 차량이 되었으나, 1970년 이후에는 세이부 철도 산하 공장에서 제조되었다.
1974년에는 당초 4량편성만 가능했던 차량을 6량으로 증편할 수 있게 제조하였으며, 1976년에는 모든 차량의 6량편성이 가능해졌다.
6량편성 완료 후에는 이케부쿠로 선의 지치부 호, 무사시 호 뿐 아니라 신주쿠 선의 오쿠지치부 호에도 투입되었다.
1978년에는 신형냉방장치가 장착되고 열차 앞면에 열차 이름의 표지판을 붙일 수 있는 열차가 제조되었고 이전에 운행했던 차량들도 이와 같은 방식으로 개조되었다.
1987년에는 카드식 공중전화와 자동판매기등이 설치되고, 좌석도 개조하였다.
1993년부터 1995년까지 10000계로 교체가 되었으며, 1996년에 작은 여행(小さな旅)이라는 이름의 임시열차 운행을 끝으로 퇴역하였다.

### 특별 열차
1993년 5월 12일에 아키히토 천황 부부가 지치부로 여행을 갈 때 특별 열차로 운행한 적이 있었다. 투입된 열차는 유리창 및 좌석의 개조 작업을 거쳤다.

## 퇴역 후
일부는 도야마 지방 철도에 매각되어 이 회사의 16010계 전동차로 운행되고 있으며, 대부분은 폐차되어 10000계 열차의 부품으로 재활용되고 있다.

### 도야마 지방 철도 16010계 전동차

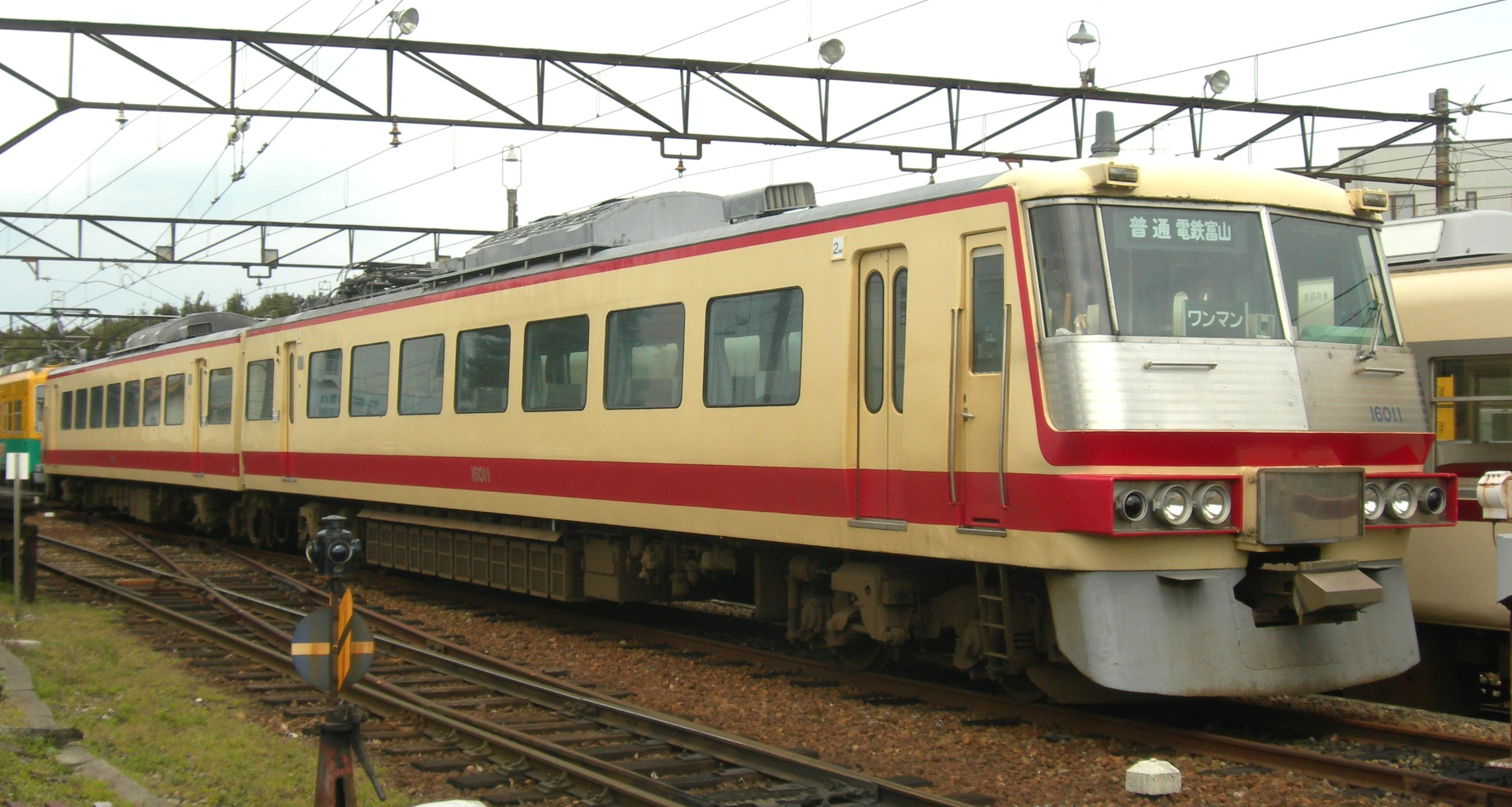
도야마 지방 철도 16010계 전동차

1995년부터 1996년까지 도야마 지방 철도에서 이 전동차를 구입한 후, 다른 회사 차량의 부품들과 조합하여 16010계 전동차로 개조하였다.
당시에 개조된 내역은 다음과 같다.
- 화장실 및 차판준비실(車販準備室)을 없애고 그 자리에 좌석을 추가하였다.
- 세이부 철도 회사 로고가 없어지고, 행선지 표시기를 기관실 우측에 설치하였다.
- 냉난방장치를 보강했다.
- 팬터그래프 위치를 변경했다.

이 후 이용객의 감소로 2005년에 차량 편성이 3량에서 2량으로 변경되었으며, 1인 승무 방식으로 변경되는 등 개조작업이 다시 이루어졌다.

## 보존
현재 요코제 차량기지에 보존되어 있으며, 세이부 지치부 역의 중앙광장에도 전시되고 있다.

## 같이 보기
- 지치부 호